# Tennistoernooi van Eastbourne 2018
|                                             |  |                                      |
| Caroline Wozniacki, winnares bij de vrouwen |  | Mischa Zverev, winnaar bij de mannen |

Het tennistoernooi van Eastbourne van 2018 werd van zondag 24 tot en met zaterdag 30 juni 2018 gespeeld op de grasbanen van de Devonshire Park Lawn Tennis Club in de Engelse kustplaats Eastbourne. De officiële naam van het toernooi was Nature Valley International.
Het toernooi bestond uit twee delen:
- WTA-toernooi van Eastbourne 2018, het toernooi voor de vrouwen
- ATP-toernooi van Eastbourne 2018, het toernooi voor de mannen

## Toernooikalender
| Eastbourne        | juni 2018 | juni 2018 | juni 2018 | juni 2018 | juni 2018 | juni 2018    | juni 2018    | juni 2018 |
| Eastbourne        | zon 24    | maa 25    | maa 25    | din 26    | woe 27    | don 28       | vrĳ 29       | zat 30    |
| ----------------- | --------- | --------- | --------- | --------- | --------- | ------------ | ------------ | --------- |
| vrouwenenkelspel  | 1e ronde  | 1e ronde  | 2e ronde  | 2e ronde  | 3e ronde  | kwartfinale  | halve finale | finale    |
| vrouwendubbelspel | 1e ronde  | 1e ronde  | 1e ronde  | 1e ronde  | 2e ronde  | 2e ronde     | halve finale | finale    |
| mannenenkelspel   |           | 1e ronde  | 1e ronde  | 1e ronde  | 2e ronde  | kwartfinale  | halve finale | finale    |
| mannendubbelspel  |           | 1e ronde  | 1e ronde  | 1e ronde  | 2e ronde  | halve finale | finale       |           |

ATP-toernooi van Eastbourne – WTA-toernooi van Eastbourne

2009 · 2010 · 2011 · 2012 · 2013 · 2014 · 2015 · 2016 · 2017 · 2018 · 2019 · 2020 · 2021 · 2022 · 2023 · 2024